# Серен дел Грапа
Серен дел Грапа (итал. Seren del Grappa) је насеље у Италији у округу Белуно, региону Венето.
Према процени из 2011. у насељу је живело 1588 становника. Насеље се налази на надморској висини од 316 м.

## Становништво
Према резултатима пописа становништва 2011. у општини је живело 2.557 становника.
| 1931. | 1936. | 1951. | 1961. | 1971. | 1981. | 1991. | 2001. | 2011. |
| ----- | ----- | ----- | ----- | ----- | ----- | ----- | ----- | ----- |
| 4.433 | 3.705 | 3.820 | 3.364 | 2.785 | 2.534 | 2.480 | 2.607 | 2.557 |